# Prielle Péter
Prielle Péter, Priel (Máramarossziget, 1838. június 27. – Nagyabony, 1915. szeptember 16.) színész, rendező. Prielle Kornélia bátyja. 

## Életútja
1855. december 15-én lépett a színipályára Latabár Endrénél, majd 1871 augusztusában Szatmárra szerződött. Évtizedeken át a vidéki színészetnek egyik kiváló alakja volt. Működésének utolsó szakaszában, 1884-től a régi Nemzeti Színháznak több mint tíz évig volt rendkívül szorgalmas színésze, ahol kollegái körében puritán jelleme révén általános megbecsülésnek örvendett. Itt egyaránt működött mint színész, kardalos, énektanár, majd az 1890-es évek közepétől ruhatári ellenőr is volt. 1898. január 1-jén vonult nyugalomba, mint az Országos Színészegyesület tagja, egy év után (1899. április 1.) a Nemzeti Színház is nyugdíjazta.
Első felesége Könczöl Lujza színésznő (sz. 1854-ben, Pesten), második neje Fácsy Emília (Fáncsy Ilka unokahúga), színésznő (sz. 1852, Tass) Házasságukat 1889. november 25-én kötötték. Lang Bertától született leánya Prielle Kornélia (férjezett Borsody Vilmosné; Huszt, 1860. – Bp., 1923. feb. 15.) operaénekesnő volt.

## Fontosabb szerepei
- Várszegi (Szigligeti E.: Cigány)
- Clisander (Molière: Tudós nők)
- Laertes (Shakespeare: Hamlet)
- Szirtfoki (Szigligeti E.: Nőuralom)
- Maurice (Sardou: Jóbarátok)

## Működési adatai
1855–56: Győr; 1856–57: Székesfehérvár; 1857, 1859–60, 1874–75, 1878–79: Szeged; 1857–58, 1876–77: Szabadka; 1858–59, 1860–61, 1872–73: Pécs; 1861–62: Debrecen; 1862–63, 1865–66: Kassa; 1863–64, 1873–74: Arad; 1866–70: Kolozsvár; 1870–72, 1877–78: Szatmár; 1875–76: Baja; 1879–81: Miskolc; 1881: Torda, Nagyenyed; 1882: Szentes.